# Монголска завирушка
Монголската завирушка (Prunella koslowi) е вид птица от семейство Завирушкови (Prunellidae).

## Разпространение и местообитание
Разпространен е в Китай и Монголия.